# بوفالو بیلز
تیم فوتبال آمریکایی بوفالو بیلز (به انگلیسی: Buffalo Bills) از بافلو در ایالت نیویورک می‌باشد.
این تیم عضو لیگ ملی فوتبال آمریکا است.
ورزشگاه خانه این تیم راجرز سنتر (به انگلیسی: Rogers Centre) نام دارد.

## نگارخانه

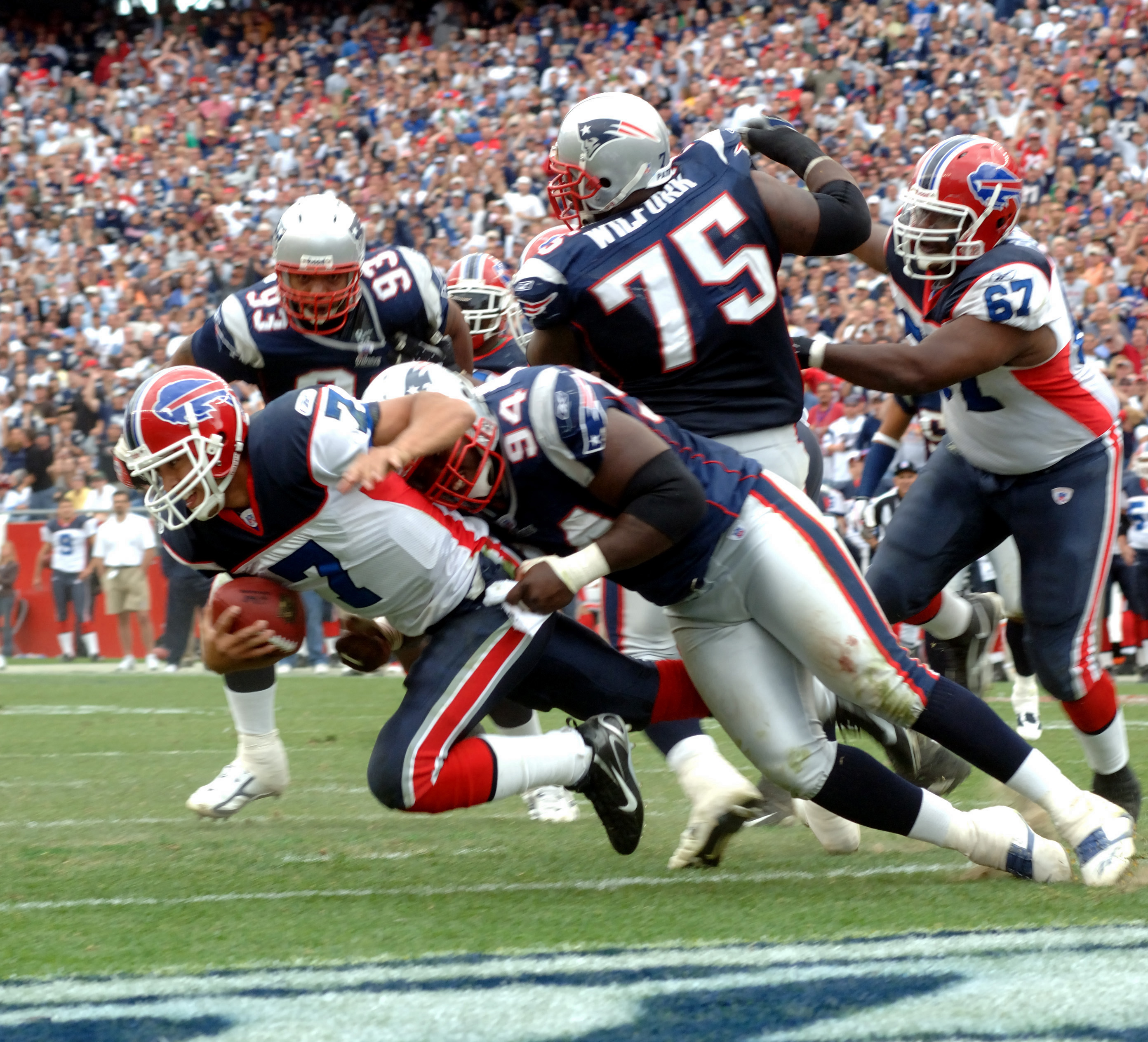